# Critérium des 3 ans
Critérium des 3 ans är ett årligt travlopp för 3-åriga franskfödda varmblod som körs på Vincennesbanan i Paris i Frankrike i september. Det är den franska motsvarigheten till Svenskt Trav-Kriterium. Det är ett Grupp 1-lopp, det vill säga ett lopp av högsta internationella klass. Loppet körs över distansen 2700 meter och förstapris är 135 000 euro.

## Vinnare
| År   | Häst               | Efter              | Kusk                     | Tränare                 | Tvåa               | Trea               | Tid    |
| ---- | ------------------ | ------------------ | ------------------------ | ----------------------- | ------------------ | ------------------ | ------ |
| 2024 | Lovino Bello       | Village Mystic     | Éric Raffin              | Jocelyn Robert          | Lombok Jiel        | Lotta Bourbon      | 1.13,1 |
| 2023 | Krack Time Atout   | Face Time Bourbon  | Paul Philippe Ploquin    | Sébastien Guarato       | King Opera         | Koctel du Dain     | 1.12,5 |
| 2022 | Just A Gigolo      | Boccador de Simm   | Franck Nivard            | Philippe Allaire        | Jaguar Griff       | Jaguar Wit         | 1.13,1 |
| 2021 | Idylle Speed       | Carat Williams     | Jean-Michel Bazire       | François Pierre Bossuet | Izoard Védaquais   | Ideal Lignieres    | 1.12,2 |
| 2020 | Hanna des Molles   | Village Mystic     | Alexandre Abrivard       | Laurent-Claude Abrivard | Havanaise          | Hooker Berry       | 1.13,9 |
| 2019 | Gunilla d'Atout    | Ready Cash         | Björn Goop               | Sébastien Guarato       | Gu d'Héripré       | Galilea Money      | 1.13,4 |
| 2018 | Face Time Bourbon  | Ready Cash         | Björn Goop               | Sébastien Guarato       | Favorite Fligny    | Fanina des Racques | 1.14,4 |
| 2017 | Erminig d'Oliverie | Scipion du Goutier | Franck Nivard            | Franck Leblanc          | Écu Pierji         | Élite du Ruel      | 1.14,4 |
| 2016 | Diego du Guélier   | Kepler             | Mathieu Mottier          | Dominique Mottier       | Django Riff        | Dawana             | 1.14,1 |
| 2015 | Charly du Noyer    | Ready Cash         | Yoann Lebourgeois        | Philippe Allaire        | Cobra Bleu         | Combattante        | 1.13,6 |
| 2014 | Bold Eagle         | Ready Cash         | Franck Nivard            | Sébastien Guarato       | Brillantissime     | Billie de Montfort | 1.13,6 |
| 2013 | Aladin d'Écajeul   | Quaker Jet         | Éric Raffin              | Sébastien Guarato       | Ausone du Kastel   | Alésia d'Atout     | 1.14,0 |
| 2012 | Vanika du Ruel     | Jardy              | Franck Anne              | Franck Anne             | Vaux le Vicomte    | Victoire           | 1.14,4 |
| 2011 | Unique Quick       | Prince d'Espace    | Franck Leblanc           | Franck Leblanc          | Un Amour d'Haufor  | Une Lady en Or     | 1.14,1 |
| 2010 | Timoko             | Imoko              | Richard Westerink        | Richard Westerink       | The Lovely Gwen    | Terre d'Any        | 1.12,6 |
| 2009 | Sun Ceravin        | Mon Premier Céhère | Franck Nivard            | Vincent Renault         | Saxo de Vandel     | Sévérino           | 1.13,4 |
| 2008 | Ready Cash         | Indy de Vive       | Bernard Piton            | Philippe Allaire        | Rolling d'Héripré  | Royal Crown        | 1.15,0 |
| 2007 | Quaro              | Kiwi               | Jean-Michel Bazire       | Fabrice Souloy          | Qualita Bourbon    | Qualmio de Vandel  | 1.13,6 |
| 2006 | Pearl Queen        | Carpe Diem         | Thierry Duvaldestin      | Thierry Duvaldestin     | Popinée de Timbia  | Prince d'Espace    | 1.15,0 |
| 2005 | Orlando Vici       | Quadrophénio       | Jean-Michel Bazire       | Fabrice Souloy          | Olivia Jet         | Offshore Dream     | 1.15,1 |
| 2004 | Nikita du Rib      | Hulk des Champs    | Jean-Loïc-C. Dersoir     | Joël Hallais            | New Aldo           | Naïf Phi           | 1.15,3 |
| 2003 | Memphis du Rib     | Elvis de Rossignol | Jean-Loïc-Claude Dersoir | Joël Hallais            | Millenium Wood     | Mahana             | 1.16,2 |
| 2002 | Lazio du Bourg     | Tadzio de la Motte | Joël Van Eeckhaute       | Joël Van Eeckhaute      | L'As de Boussières | Lucky d'Hilly      | 1.15,5 |
| 2001 | Kesaco Phedo       | Caballio In Blue   | Joseph Verbeeck          | Philippe Allaire        | Kaisy Dream        | Keed Tivoli        | 1.16,2 |
| 2000 | Jain de Béval      | Coktail Jet        | Dominik Locqueneux       | Pierre-Désiré Allaire   | Jolmeto            | Jorade du Fruitier | 1.15,3 |
| 1999 | Install            | Buvetier d'Aunou   | Fabrice Souloy           | Fabrice Souloy          | In Love With You   | Insert Gédé        | 1.15,9 |
| 1998 | Himo Josselyn      | Cézio Josselyn     | Jean-Michel Bazire       | L. Goncalves-Fernandes  | Hello Jo           | Hockey Boy du Clos | 1.16,0 |
| 1997 | Gavroche Perrine   | Ténor de Baune     | Jean-Baptiste Bossuet    | Jean-Baptiste Bossuet   | Gentille de Brévol | Ganymède           | 1.15,6 |
| 1996 | Fleuron Perrine    | Ténor de Baune     | Jean-Baptiste Bossuet    | Jean-Baptiste Bossuet   | Florilège          | Fripon Rose        | 1.16,2 |
| 1995 | Escartefigue       | Steed James        | Alain Laurent            | Alain Laurent           | Extreme Dream      | Elision            | 1.16,3 |
| 1994 | Destin de Busset   | Opus Dei           | Ulf Nordin               | Ulf Nordin              | Dahir de Prélong   | Défi d'Aunou       | 1.17,4 |
| 1993 | Carpe Diem         | Workaholic         | Jean-Étienne Dubois      | Jean-Étienne Dubois     | Charaky            | Cézio Josselyn     | 1.17,3 |
| 1992 | Buvetier d'Aunou   | Royal Prestige     | Jean-Pierre Dubois       | Jean-Pierre Dubois      | Bragi              | Bahama             | 1.17,9 |
| 1991 | Atout du Closet    | Mon Quiton         | Jean-Marie Monclin       | Léopold Verroken        | Aiglon d'Eau       | Ancenit            | 1.18,5 |
| 1990 | Vasquez            | Muscle             | Jean-Pierre Dubois       | Jean-Pierre Dubois      | Vip Tilly          | Victoire Classique | 1.18,8 |
| 1989 | Ultra Ducal        | Buffet II          | Paul Viel                | Paul Viel               | Unshine            | Ultra Prior        | 1.19,4 |
| 1988 | Tabac Blond        | Kidy               | Bernard Bédeloup         | Bernard Bédeloup        | Tadzio de la Motte | Théo del Amor      | 1.18,4 |
| 1987 | Speaker            | Harmol             | Joël Hallais             | Joël Hallais            | Sin d'Algot        | Satan des Acres    | 1.18,9 |
| 1986 | Rainbow Runner     | Fakir du Vivier    | Jean-Pierre Dubois       | Jean-Pierre Dubois      | Ruanito d'Arc      | Renoso             | 1.19,3 |
| 1985 | Quito de Talonay   | Florestan          | Jean-René Gougeon        | J. de Bellaigue         | Querdowa           | Quiradol d'Hilly   | 1.18,3 |
| 1984 | Passionnant        | Florestan          | Michel Roussel           | Michel Roussel          | Pontcaral          | Petit Manou        | 1.18,8 |
| 1983 | Orco               | Carlo d'Orsay      | Gérard Mascle            | Domingo Perea           | Ourasi             | Option             | 1.19,9 |
| 1982 | Noble Atout        | Ura                | Jan Kruithof             | Jan Kruithof            | Neuilly            | Nuit Dazeray       | 1.20,3 |
| 1981 | Moktar             | Chambon P          | Paul Viel                | Paul Viel               | Mon Tourbillon     | Moscantido         | 1.20,3 |
| 1980 | Larabello          | Sabi Pas           | Philippe Allaire         | Philippe Allaire        | Lançon             | L'Alezan           | 1.20,5 |
| 1979 | Kapulco            | Ruy Blas IV        | Jean Lesne               | Jean-Marie Lesne        | Kivien             | Kerridou           | 1.20,9 |
| 1978 | Jorky              | Kerjacques         | Léopold Verroken         | Léopold Verroken        | Jean               | Jaquelle           | 1.20,2 |
| 1977 | Ivory Queen        | Ura                | François Brohier         | François Brohier        | Italia du Pont     | Idéal du Gazeau    | 1.22,7 |
| 1976 | Hadol du Vivier    | Mitsouko           | Jean-René Gougeon        | Henri Levesque          | Horse Born         | Harmol             | 1.21,7 |
| 1975 | Gamelia            | Kerjacques         | Pierre-Léopold Marie     | D. de Bellaigue         | Garinella          | Girl Blanche       | 1.21,3 |
| 1974 | Fakir du Vivier    | Sabi Pas           | Michel-Marcel Gougeon    | Pierre-Désiré Allaire   | Fort d'Orange      | Floride            | 1.22,3 |
| 1973 | Ebbon              | Mick Ann           | Jan Kruithof             | Jan Kruithof            | Espoir de Sée      | Écu de Retz        | 1.20,5 |
| 1972 | Dame de Carreau    | Fandango           | F. Ballière              | J. Ballière             | Don Juan Royal     | Doublet            | 1.19,7 |
| 1971 | Clissa             | Quioco             | Michel-Marcel Gougeon    | D. de Bellaigue         | Cotentin           | Comte d'Orange     | 1.19,6 |
| 1970 | Bill D             | Kerjacques         | André-Louis Dreux        | André-Louis Dreux       | Belle Doris        | Ballon Rouge       | 1.20,5 |
| 1969 | Aigle Noir         | Mario              | Pierre Giffard           | Pierre Giffard          | Allo Mannetôt      | Alexis III         | 1.18,6 |
| 1968 | Vaccarès II        | Horus L            | Jean-René Gougeon        | Henri Levesque          | Vat                | Verdict            | 1.19,5 |
| 1967 | Une de Mai         | Kerjacques         | Jean-René Gougeon        | Jean-René Gougeon       | Upsal du Pont      | Uros H             | 1.20,7 |
| 1966 | Toscan             | Kerjacques         | Michel-Marcel Gougeon    | Jean-René Gougeon       | Tabriz             | Tahitienne J       | 1.20,4 |